# Bocchoris ciliata
Bocchoris ciliata là một loài bướm đêm trong họ Crambidae.